# Cameraria (bướm đêm)
Cameraria là một chi loài bướm thuộc họ Gracillariidae, trong đó có nhiều loài sâu ăn lá. Phổ biến nhất là loài Cameraria ohridella, ăn lá các loại cây kẹn (Aesculus).

## Loài
- Cameraria acericola Kumata, 1963
- Cameraria aceriella (Clemens, 1859)
- Cameraria aesculisella (Chambers, 1871)
- Cameraria affinis (Frey & Boll, 1876)
- Cameraria agrifoliella (Braun, 1908)
- Cameraria anomala Opler & Davis, 1981
- Cameraria arcuella (Braun, 1908)
- Cameraria australisella (Chambers, 1878)
- Cameraria barlowi Kumata, 1993
- Cameraria bauhiniae (Stainton, 1856)
- Cameraria bethunella (Chambers, 1871)
- Cameraria betulivora (Walsingham, 1891)
- Cameraria borneensis Kumata, 1993
- Cameraria caryaefoliella (Clemens, 1859)
- Cameraria castaneaeella (Chambers, 1875)
- Cameraria cervina (Walsingham, 1907)
- Cameraria chambersella (Walsingham, 1889)
- Cameraria cincinnatiella (Chambers, 1871)
- Cameraria conglomeratella (Zeller, 1875)
- Cameraria corylisella (Chambers, 1871)
- Cameraria diabloensis Opler & Davis, 1981
- Cameraria eppelsheimii (Frey & Boll, 1878)
- Cameraria fasciata Kumata, 1993
- Cameraria fasciella (Walsingham, 1891)
- Cameraria fletcherella (Braun, 1908)
- Cameraria gaultheriella (Walsingham, 1889)
- Cameraria guttifinitella (Clemens, 1859)
- Cameraria hamadryadella (Clemens, 1859)
- Cameraria hamameliella (Busck, 1903)
- Cameraria hexalobina (Vári, 1961)
- Cameraria hikosanensis Kumata, 1963
- Cameraria jacintoensis Opler & Davis, 1981
- Cameraria lentella (Braun, 1908)
- Cameraria leucothorax (Walsingham, 1907)
- Cameraria lobatiella Opler & Davis, 1981
- Cameraria macrocarpae Freeman, 1970
- Cameraria macrocarpella (Frey & Boll, 1878)
- Cameraria magnisignata Kumata, 1993
- Cameraria marinensis Opler & Davis, 1981
- Cameraria mediodorsella (Braun, 1908)
- Cameraria mendocinensis Opler & Davis, 1981
- Cameraria milletiae Kumata, 1993
- Cameraria nemoris (Walsingham, 1889)
- Cameraria niphonica Kumata, 1963
- Cameraria obliquifascia (Filipjev, 1926)
- Cameraria obstrictella (Clemens, 1859)
- Cameraria ohridella Deschka & Dimić, 1986
- Cameraria ostryarella (Chambers, 1871)
- Cameraria palawanensis Kumata, 1995
- Cameraria pentekes Opler & Davis, 1981
- Cameraria philippinensis Kumata, 1995
- Cameraria picturatella (Braun, 1916)
- Cameraria platanoidiella (Braun, 1908)
- Cameraria pongamiae Kumata, 1993
- Cameraria quadrifasciata Kumata, 1993
- Cameraria quercivorella (Chambers, 1879)
- Cameraria saccharella (Braun, 1908)
- Cameraria sadlerianella Opler & Davis, 1981
- Cameraria saliciphaga (Kuznetzov, 1975)
- Cameraria sempervirensella Opler & Davis, 1981
- Cameraria serpentinensis Opler & Davis, 1981
- Cameraria shenaniganensis Opler & Davis, 1981
- Cameraria superimposita (Braun, 1925)
- Cameraria temblorensis Opler & Davis, 1981
- Cameraria tildeni Opler & Davis, 1981
- Cameraria trizosterata Kumata, 1993
- Cameraria tubiferella (Clemens, 1860)
- Cameraria ulmella (Chambers, 1871)
- Cameraria umbellulariae (Walsingham, 1889)
- Cameraria virgulata (Meyrick, 1914)
- Cameraria walsinghami Opler & Davis, 1981
- Cameraria wislizeniella Opler, 1971

## Hình ảnh

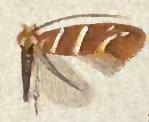
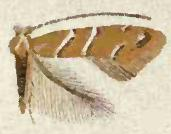
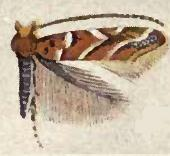
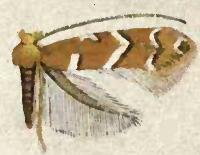